# Notoreas arcuata
Notoreas arcuata är en fjärilsart som beskrevs av Alfred Philpott 1921. Notoreas arcuata ingår i släktet Notoreas och familjen mätare. Inga underarter finns listade i Catalogue of Life.